# 5th Battalion 7th Air Defense Artillery Regiment
5th Battalion 7th Air Defense Artillery Regiment (z ang. 5 Batalion 7 Pułku Artylerii Przeciwlotniczej) – amerykańska jednostka wojsk lądowych Stanów Zjednoczonych, stanowiąca część 357th Air & Missile Defense Detachment (375 Brygady Obrony Przeciwlotniczej i Przeciwrakietowej), stacjonująca w Kaiserslautern na terenie Niemiec.

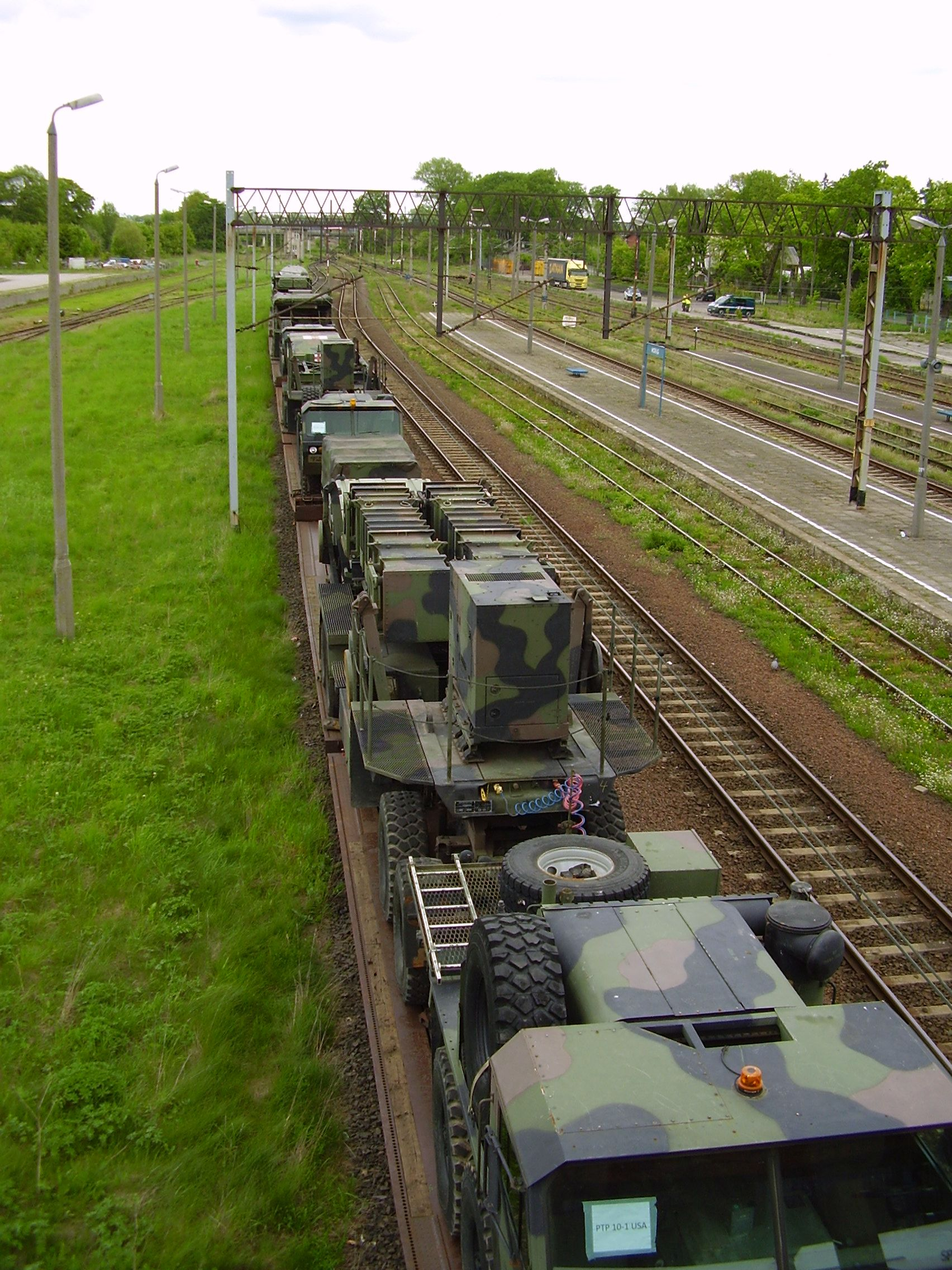
Eszelon batalionu w Morągu

Batalion jest wyposażony w artyleryjskie i rakietowe systemy obrony przestrzeni powietrznej i przeciwrakietowej. Systemami rakietowymi na wyposażeniu jednostki są baterie zmodernizowanego do standardu PAC-3 Configuration 2 systemu MIM-104 PAC-2. Batalion składa się z sześciu baterii - jedna z czterech z nich, do roku 2012 jest w sposób rotacyjny rozmieszczona w Polsce. Pozostałe dwie baterie znajdują się zawsze w dyspozycji dowództwa batalionu.